# Oreogrammitis
Oreogrammitis är ett släkte av stensöteväxter. Oreogrammitis ingår i familjen Polypodiaceae.

## Dottertaxa tillOreogrammitis, i alfabetisk ordning[1]
- Oreogrammitis adspersa
- Oreogrammitis albosetosa
- Oreogrammitis alstonii
- Oreogrammitis alta
- Oreogrammitis antipodalis
- Oreogrammitis archboldii
- Oreogrammitis atrostipes
- Oreogrammitis attenuata
- Oreogrammitis austroindica
- Oreogrammitis baldwinii
- Oreogrammitis bongoensis
- Oreogrammitis brassii
- Oreogrammitis caespitosa
- Oreogrammitis carrii
- Oreogrammitis celebica
- Oreogrammitis ceratocarpa
- Oreogrammitis cervicornis
- Oreogrammitis christophersenii
- Oreogrammitis clandestina
- Oreogrammitis clavata
- Oreogrammitis clemensiae
- Oreogrammitis collina
- Oreogrammitis conformis
- Oreogrammitis congener
- Oreogrammitis crinifera
- Oreogrammitis crispatula
- Oreogrammitis curtipila
- Oreogrammitis debilifolia
- Oreogrammitis dictymioides
- Oreogrammitis distincta
- Oreogrammitis dolichosora
- Oreogrammitis dorsipila
- Oreogrammitis excelsa
- Oreogrammitis fasciata
- Oreogrammitis fenicis
- Oreogrammitis flavovirens
- Oreogrammitis forbesiana
- Oreogrammitis frigida
- Oreogrammitis gardettei
- Oreogrammitis glabrata
- Oreogrammitis glossophylla
- Oreogrammitis graminifolia
- Oreogrammitis graniticola
- Oreogrammitis habbemensis
- Oreogrammitis hainanensis
- Oreogrammitis hispida
- Oreogrammitis hookeri
- Oreogrammitis imberbis
- Oreogrammitis incognita
- Oreogrammitis inconstans
- Oreogrammitis insularis
- Oreogrammitis interrupta
- Oreogrammitis jeraiensis
- Oreogrammitis katoi
- Oreogrammitis kjellbergii
- Oreogrammitis knutsfordiana
- Oreogrammitis kunstleri
- Oreogrammitis leonardii
- Oreogrammitis locellata
- Oreogrammitis loculosa
- Oreogrammitis longiceps
- Oreogrammitis maireaui
- Oreogrammitis malayensis
- Oreogrammitis manuselensis
- Oreogrammitis marivelesensis
- Oreogrammitis medialis
- Oreogrammitis meijer-dreesii
- Oreogrammitis merrillii
- Oreogrammitis mesocarpa
- Oreogrammitis mollipila
- Oreogrammitis mollis
- Oreogrammitis montana
- Oreogrammitis monticola
- Oreogrammitis multiblepharis
- Oreogrammitis murrayana
- Oreogrammitis murudensis
- Oreogrammitis muscicola
- Oreogrammitis nana
- Oreogrammitis natunae
- Oreogrammitis nigropaleata
- Oreogrammitis nipponica
- Oreogrammitis nubicola
- Oreogrammitis nuda
- Oreogrammitis oblanceolata
- Oreogrammitis oncobasis
- Oreogrammitis padangensis
- Oreogrammitis palauensis
- Oreogrammitis papuensis
- Oreogrammitis pilifera
- Oreogrammitis pilosiuscula
- Oreogrammitis piruensis
- Oreogrammitis pleurogrammoides
- Oreogrammitis polita
- Oreogrammitis pseudolocellata
- Oreogrammitis pseudospiralis
- Oreogrammitis pubinervis
- Oreogrammitis queenslandica
- Oreogrammitis raiateensis
- Oreogrammitis ramicola
- Oreogrammitis reinwardtii
- Oreogrammitis reinwardtioides
- Oreogrammitis reptans
- Oreogrammitis rivularis
- Oreogrammitis rupestris
- Oreogrammitis salticola
- Oreogrammitis scabristipes
- Oreogrammitis scleroglossoides
- Oreogrammitis setosa
- Oreogrammitis setulifera
- Oreogrammitis similis
- Oreogrammitis simplicivenia
- Oreogrammitis sinohirtella
- Oreogrammitis sledgei
- Oreogrammitis subdichotoma
- Oreogrammitis subevenosa
- Oreogrammitis subfasciata
- Oreogrammitis subreticulata
- Oreogrammitis subspathulata
- Oreogrammitis sumatrana
- Oreogrammitis taeniophylla
- Oreogrammitis temehaniensis
- Oreogrammitis tenuis
- Oreogrammitis tidorensis
- Oreogrammitis tomaculosa
- Oreogrammitis torricelliana
- Oreogrammitis translucens
- Oreogrammitis trichopoda
- Oreogrammitis trogophylla
- Oreogrammitis tuyamae
- Oreogrammitis uapensis
- Oreogrammitis ultramaficola
- Oreogrammitis universa
- Oreogrammitis wallii
- Oreogrammitis velutina
- Oreogrammitis whitmeei
- Oreogrammitis viridula
- Oreogrammitis vittariifolia
- Oreogrammitis wurunuran
- Oreogrammitis xiphopteroides
- Oreogrammitis zeylanica